# Andrian Mardare
Andrian Mardare (* 20. Juni 1995 in Nemțeni) ist ein moldauischer Leichtathlet, der sich auf den Speerwurf spezialisiert hat. In dieser Disziplin ist er Inhaber des Nationalrekords.

## Sportliche Laufbahn
Andrian Mardare trat erstmals 2012 in Wettkämpfen im Speerwurf an. Damals belegte er den dritten Platz bei den U18-Balkanmeisterschaften. Bereits ein Jahr später gewann er die Goldmedaille bei den nationalen Meisterschaften. Im Sommer trat er bei den U20-Europameisterschaften in Rieti an, bei denen er in der Qualifikation ausschied. 2014 trat er dann bei den U20-Weltmeisterschaften in Eugene an. In der Qualifikation stellte er eine neue Bestleistung von 74,46 m auf, mit der er als Bester der Qualifikation in das Finale einzog. Im Finale kam er auf 72,81 m und gewann damit die Bronzemedaille. In den nächsten Jahren trat er vor allem in lokalen Leichtathletikmeetings an. 2015 belegte er bei den erstmals ausgetragenen Europaspielen in Baku den vierten Platz.
2017 startete Mardare zunächst bei den U23-Europameisterschaften in Bydgoszcz. Im Finale gewann er mit 78,76 m die Bronzemedaille. Im August trat er erstmals bei Weltmeisterschaften an. Mit einer Weite von 80,18 m scheiterte er in London als Neunter seiner Qualifikationsgruppe am Einzug in das Finale. Im Oktober trat er als Student der State University of Physical Education and Sports in Chișinău bei der Universiade in Taipeh an, bei der er den vierten Platz belegte. Im Juni 2018 stellte er bei einem Wettkampf in Prag seine persönliche Bestleistung von 84,43 m auf. Zwei Monate später trat er bei den Europameisterschaften in Berlin an, bei denen er ins Finale einzog und dort mit 81,54 m Siebter wurde. 2019 gewann er bei der Universiade in Neapel mit 82,40 m die Goldmedaille.
Anfang Mai verbesserte er in Kroatien seinen eigenen Nationalrekord auf 86,66 m. Er qualifizierte sich damit für die Olympischen Sommerspiele in Tokio. Dort erreichte er das olympische Finale, in dem er mit einer Weite von 83,30 m den siebten Platz belegte. Während der Schlussfeier war er der Fahnenträger seiner Nation. 2022 trat Mardare in den USA zu seinen zweiten Weltmeisterschaften nach 2017 in London an und konnte diesmal in das WM-Finale einziehen. Mit einer Bestweite von 82,26 m belegte er darin nach sechs Versuchen den siebten Platz. Einen Monat später trat er in München bei den Europameisterschaften an. Im Finale belegte er wie zuletzt bei den Olympischen Spielen und den Weltmeisterschaften den siebten Platz.

## Wichtige Wettbewerbe
| Jahr               | Veranstaltung             | Ort                | Platz              | Disziplin          | Weite              |
| Startet für Moldau | Startet für Moldau        | Startet für Moldau | Startet für Moldau | Startet für Moldau | Startet für Moldau |
| ------------------ | ------------------------- | ------------------ | ------------------ | ------------------ | ------------------ |
| 2013               | U20-Europameisterschaften | Rieti              | 14.                | Speerwurf          | 60,32 m            |
| 2014               | U20-Weltmeisterschaften   | Eugene             | 3.                 | Speerwurf          | 72,81 m            |
| 2015               | Europaspiele              | Baku               | 4.                 | Speerwurf          | 64,95 m            |
| 2017               | U23-Europameisterschaften | Bydgoszcz          | 3.                 | Speerwurf          | 78,76 m            |
| 2017               | Weltmeisterschaften       | London             | 17.                | Speerwurf          | 80,18 m            |
| 2017               | Universiade 2017          | Taipeh             | 4.                 | Speerwurf          | 80,63 m            |
| 2018               | Europameisterschaften     | Berlin             | 7.                 | Speerwurf          | 81,54 m            |
| 2019               | Universiade               | Neapel             | 1.                 | Speerwurf          | 82,40 m            |
| 2021               | Olympische Sommerspiele   | Tokio              | 7.                 | Speerwurf          | 83,30 m            |
| 2022               | Weltmeisterschaften       | Eugene             | 7.                 | Speerwurf          | 82,26 m            |
| 2022               | Europameisterschaften     | München            | 7.                 | Speerwurf          | 77,49 m            |

## Leistungsentwicklung
- 2012: 60,56 m
- 2013: 71,60 m
- 2014: 74,46 m
- 2015: 77,60 m
- 2016: 78,48 m
- 2017: 83,93 m
- 2018: 84,43 m
- 2021: 86,66 m; (moldauischer Rekord)